# オットー・アーセン
オットー・アーセン（Otto Aasen、1894年1月1日 - 1983年）はノルウェー、クリスチャン県Fåberg（現在はリレハンメル市に編入されている。）出身の元ノルディックスキー選手。1920年代に活躍した。

## プロフィール
1916年肥料製造のNorsk Hydro社に就職しテレマルク県のRjukanへ移り住んだ。以後1964年までNorsk Hydroに勤務した。
1917年と1918年のホルメンコーレンスキー大会で複合2連覇を達成、1919年のホルメンコーレン・メダルをトルライフ・ハウグとともに受章した。
1926年ノルディックスキー世界選手権ではスキージャンプで銀メダルを獲得、ノルディック複合では4位となった。
アーセンはクロスカントリースキーでも好成績を残した。